# Dichagyris turana
Dichagyris turana är en fjärilsart som beskrevs av Otto Staudinger 1891. Dichagyris turana ingår i släktet Dichagyris och familjen nattflyn. Inga underarter finns listade i Catalogue of Life.